# Флауэр-Маунд
Флауэр-Маунд (англ. Flower Mound) — город в США в округах Таррант и Дентон штата Техас. Расположенный к северо-западу от Далласа и к северо-востоку от Форт-Уэрта, рядом с озером Грейпвайн, город получил свое название от заметного кургана площадью 12,5 акров (5,1 га), расположенного в центре города.
После того, как поселенцы использовали это место для религиозных лагерей в 1840-х годах, территория вокруг Флауэр-Маунда впервые была постоянно заселена в 1850-х годах; однако жители не инкорпорировали город здесь до 1961 года. Хотя попытка создать плановый город провалилась в начале 1970-х годов, население Флауэр-Маунда значительно увеличилось после открытия международного аэропорта Даллас/Форт-Уэрт к югу в 1974 году. По данным переписи населения США 2020 года, население составляло 75 956 человек, что на 17% больше, чем 64 669 человек, подсчитанных в переписи 2010 года. Из муниципалитетов Техаса, которые называют себя «таун», Флауэр-Маунд имеет самую большую численность населения. Флауэр-Маунд был единственным городом с населением более 20 000 человек по данным переписи 2020 года.
Муниципальное управление Флауэр-Маунда, работающее по системе «Совет — управляющий», инвестировало в систему общественных парков, отличающуюся разветвлённой сетью троп. Независимый школьный округ Льюисвилла, управляющий государственными школами, охватывает большую часть Флауэр-Маунда. Благодаря умеренному уровню обеспеченности населения и близости к агломерации Даллас — Форт-Уэрт, Флауэр-Маунд применил систему разумного роста при городском планировании и в последнее время демонстрирует ускоренный рост лёгкой промышленности, отвечающий растущим потребностям преимущественно жилого района.

## История
Заселение территории вокруг Флауэр-Маунда началось в 1840-х годах, когда пресвитериане основали здесь лагерь. 25 февраля 1961 года город проголосовал за инкорпорирование, чтобы избежать поглощения городом Ирвинг.
Строительство международного аэропорта Даллас/Форт-Уэрт в 6,4 км к югу от города в 1974 году положило начало периоду быстрого роста. В период с 1980 по 1990 год население Флауэр-Маунда увеличилось с 4402 до 15 896 человек. В 2000 году оно достигло 50 702 человек, что соответствует среднегодовому приросту почти на 13 процентов в год в 1990-х годах. Это сделало Флауэр-Маунд десятым по скорости роста городом в стране.

## География
Город расположен в бассейне реки Тринити в субрегионе Истерн-Кросс-Тимберс в Техасе.

## Демография
| Год переписи                                  | Нас.  |  | %±     |
| --------------------------------------------- | ----- |  | ------ |
| 1970                                          | 1685  |  | —      |
| 1980                                          | 4402  |  | 161,2% |
| 1990                                          | 15527 |  | 252,7% |
| 2000                                          | 50702 |  | 226,5% |
| 2010                                          | 64669 |  | 27,5%  |
| 2020                                          | 75956 |  | 17,5%  |
| 2023                                          | 79445 |  | 4,6%   |
| 1970–2023 Десятилетние переписи населения США |       |  |        |